# Talara subcoccinea
Talara subcoccinea är en fjärilsart som beskrevs av William Schaus 1905. Talara subcoccinea ingår i släktet Talara och familjen björnspinnare. Inga underarter finns listade i Catalogue of Life.